# Elizabeth Chase
Elizabeth Chase (* 26. April 1950 in Umtali; † 9. Mai 2018 in Johannesburg, Südafrika) war eine südafrikanisch-simbabwische Hockeyspielerin.

## Biografie
Elizabeth Chase besuchte die Salisbury Girls High School und vertrat 1966 die nationale Schulmannschaft. Später besuchte sie eine Universität in Südafrika, um Sport zu studieren. Sie wurde 1976 in die Südafrikanische Nationalmannschaft berufen. Als das Sportverbot von Simbabwe aufgehoben wurde, kehrte Chase in ihr Heimatland zurück, um an einer Mädchenschule in der Hauptstadt Harare Sport zu unterrichten.
Aufgrund des Boykotts vieler Nationen bei den Olympischen Sommerspielen 1980 in Moskau gab es keinen afrikanischen Vertreter beim Hockeyturnier der Damen. Eine Woche vor Beginn stellte Simbabwe eine Mannschaft zusammen, der auch Elizabeth Chase angehörte. Zur Überraschung aller wurde die Mannschaft Olympiasieger.
Kurz nach den Olympischen Spielen kehrte sie nach Südafrika zurück. Bis zu ihrer Pensionierung 2015 war sie an der Witwatersrand-Universität im Bereich Leibeserziehung tätig. 2018 starb sie nach einer schweren Krankheit.